# ساشا ماركوفيتش
ساشا ماركوفيتش (بالصربية: Саша Марковић)‏ هو مدرب كرة قدم ولاعب كرة قدم صربي في مركزي الهجوم والوسط، ولد في 19 يوليو 1971 في نيش في صربيا. لعب مع النجم الأحمر بلغراد ورادنيتشكي نيش ونادي أوبليتش ونادي بودابست ونادي تشوكاريتشكي ونادي شتوتغارت.

## وصلات خارجية
- ساشا ماركوفيتش على موقع قاعدة بيانات كرة القدم.إي يو (الإنجليزية)
- ساشا ماركوفيتش على موقع بيانات كرة القدم. دي إي (الألمانية)
- ساشا ماركوفيتش على موقع عالم كرة القدم.نت (الإنجليزية)